# Сокольники (Плоцький повіт)
Сокольники (пол. Sokolniki) — село в Польщі, у гміні Дробін Плоцького повіту Мазовецького воєводства.
Населення — 44 особи (2011).
У 1975-1998 роках село належало до Плоцького воєводства.

## Демографія
Демографічна структура станом на 31 березня 2011 року:
|          | Загалом | Допрацездатний вік | Працездатний вік | Постпрацездатний вік |
| -------- | ------- | ------------------ | ---------------- | -------------------- |
| Чоловіки | 22      | 4                  | 13               | 5                    |
| Жінки    | 22      | 7                  | 10               | 5                    |
| Разом    | 44      | 11                 | 23               | 10                   |